# Mała Granacka Baszta
Mała Granacka Baszta (słow. Granátová vežička) – urwista turnia znajdująca się w masywie Granackich Baszt (niższym fragmencie Granatów Wielickich) w słowackiej części Tatr Wysokich. Leży ona w widłach Dwoistego Żlebu, między jego głównym (biegnącym w stronę Niżniej Granackiej Szczerbiny) a bocznym ramieniem (kierującym się w stronę Wyżniego Granackiego Przechodu). Od Wielkiej Granackiej Turni oddziela Małą Granacką Basztę siodło Niżniego Granackiego Przechodu, przez które biegnie Granacka Ławka. Na wierzchołek Małej Granackiej Baszty nie prowadzą żadne znakowane szlaki turystyczne, jest ona dostępna jedynie dla taterników.
Mała Granacka Baszta, podobnie jak inne obiekty w masywie Granackich Baszt, jest obiektem mało wybitnym. Jej ściany nie należą do wysokich, gdyż opadają w kierunku Małego Dwoistego Kotła – miejsca, w którym ramiona Dwoistego Żlebu łączą się i ograniczają jej ściany. Często zdarza się, że z Doliny Wielickiej nie można dopatrzyć się Małej Granackiej Baszty, ponieważ z wielu punktów w tej dolinie jest ona zasłonięta przez sąsiednią Wielką Granacką Basztę.
Pierwszego wejścia na wierzchołek Małej Granackiej Baszty dokonali Jozef Koršala i František Ždiarsky 26 czerwca 1960 r.